# Yuri Kai
Yuri Kai –en japonés: 甲斐友梨, Kai Yuri– (8 de mayo de 1984) es una deportista japonesa que compitió en lucha libre. Ganó una medalla de bronce en el Campeonato Mundial de Lucha de 2009 y dos medallas de plata en el Campeonato Asiático de Lucha, en los años 2004 y 2006.

## Palmarés internacional
| Campeonato Mundial  | Campeonato Mundial  | Campeonato Mundial | Campeonato Mundial |
| Año                 | Lugar               | Medalla            | Categoría          |
| ------------------- | ------------------- | ------------------ | ------------------ |
| 2009                | Herning (Dinamarca) | Medalla de bronce  | 51 kg              |
| Campeonato Asiático |                     |                    |                    |
| Año                 | Lugar               | Medalla            | Categoría          |
| 2004                | Tokio (Japón)       | Medalla de plata   | 51 kg              |
| 2006                | Almaty (Kazajistán) | Medalla de plata   | 51 kg              |